# Robbie Lawler
Robert Glenn Lawler (født 20. marts 1982 i San Diego, Californien, i USA), er en amerikansk MMA-udøver som fra 2002–2004 og siden 2013 har konkurreret i organisationen Ultimate Fighting Championship hvor han mellem december, 2014 og juli, 2016 var mester i weltervægt. Han har tidligere konkurreret i Strikeforce, PRIDE og IFL. Han er anset for være en af verdens mest underholdende MMA-udøver, der konkurrerer, hvor han er den eneste kæmper, der har vundet tre "Fight of the Year"-priser i træk fra Sherdog og MMA Fighting, for sin kamp mod Johny Hendricks (ved UFC 171, i 2014), Rory MacDonald (ved UFC 189, i 2015) og Carlos Condit (ved UFC 195, i 2016).

## MMA-karriere

### Tidlige karriere
Lawler fik sine professionelle debut i 2001 og vandt sine første 4 kampe på TKO/KO, hvor hans anden kamp var i IFC.

### Ultimate Fighting Championship
Lawler fik sin UFC debut på UFC 37 mod veteranen Aaron Riley. Lawler vandt kampen via enstemmig afgørelse. Lawler kæmpede igen, den efterfølgende måned mod Steve Berger til UFC 37.5 og vandt via TKO. I sin næste kamp, mødte Lawler en anden veteran, Tiki Ghosn til UFC 40 og vandt via et highlight-reel knockout. Lawler kæmpede herefter mod Pete Spratt på UFC 42 og tabte da han blev submitted på grund af en hofteskade. Lawler kom tilbage og fik en sejr over bokse-og-bryde specialisten, Chris Lytle via enstemmig afgørelse på UFC 45.
I sin næste UFC-kamp, mødte Lawler den tidligere WEC-weltervægtmester og fremtidige langevarende Strikeforce-weltervægtmester Nick Diaz på UFC 47. Lawler led sit første ud af kun 2 knockout-nederlag i sin karriere til dato, i anden omgang. Lawler tabte igen på UFC 50 mod Evan Tanner, der vandt UFC-mellemvægt-titlen i sin næste kamp.

## Privatliv
Lawler har en storebror. Han er gift med Marcia Suzanne Lawler (født Fritz)  og har en søn.

## Mesterskaber og meritter

### MMA
- Ultimate Fighting Championship
  - UFC-weltervægtmester (1 gang)
  - 2 succesfulde titelforsvar
  - Fight of the Night (4 gange)
  - Knockout of the Night (1 gang)
  - Fighter of the Year (2014, 2015)
  - Fight of the Year (2014) vs. Johny Hendricks til UFC 171
  - Fight of the Year (2015) vs. Rory MacDonald til UFC 189
- Elite Xtreme Combat
  - EliteXC Middleweight Championship (1 gang; Sidste)
- ICON Sport
  - ICON Sport Middleweight Championship (2 gange)
- Superbrawl
  - Superbrawl Middleweight Championship (1 gang; Sidste)
- World MMA Awards
  - 2014 Fighter of the Year
  - 2015 Fight of the Year (vs Rory MacDonald)
- Sherdog
  - 2010 Knockout of the Year vs. Melvin Manhoef den 30. januar
  - 2010 All-Violence Second Team[6]
  - 2014 All-Violence First Team
  - 2015 All-Violence First Team
  - 2013 Comeback Fighter of the Year[7]
  - 2014 Fighter of the Year[8]
  - 2014 Fight of the Year vs. Johny Hendricks til UFC 171[9]
  - 2015 Fight of the Year vs. Rory MacDonald til UFC 189[10]
  - 2016 Fight of the Year vs. Carlos Condit til UFC 195[11]
- Inside MMA
  - 2013 Breakthrough Fighter of the Year Bazzie Award
- MMA Fighting
  - 2014 Fighter of the Year
  - 2014 Fight of the Year vs. Johny Hendricks til UFC 171[12]
  - 2015 Fight of the Year vs. Rory MacDonald til UFC 189
  - 2016 Fight of the Year vs. Carlos Condit til UFC 195
- MMAJunkie.com
  - 2014 March Fight of the Month vs. Johny Hendricks[13]
  - 2015 July Fight of the Month vs. Rory MacDonald[14]
  - 2015 Fight of the Year vs. Rory MacDonald at UFC 189
- Bleacher Report
  - 2014 Fighter of the Year[15]
  - 2014 Fight of the Year vs. Johny Hendricks at UFC 171[16]
  - 2015 Fight of the Year vs. Rory MacDonald til UFC 189[17]
- Wrestling Observer Newsletter awards
  - 2014 MMA Match of the Year vs. Johny Hendricks til UFC 171[18]
  - 2015 MMA Match of the Year vs. Rory Macdonald at UFC 189[19]
  - 2016 MMA Match of the Year vs. Carlos Condit til UFC 195[20]